# Танджунгселор
Танджу́нгсело́р (англ. Tanjung Selor, Tanjungselor) — населённый пункт в Индонезии на восточном побережье острова Калимантан. Административный центр провинции Северный Калимантан. Не имеет статуса города, с административной точки зрения является районом, входящим в округ Булунган, административным центром которого он также является. Население — 40 964 чел. (2011).
Рядом находится аэропорт.
Танджунгселор является центром местной католической епархии, основанной в 2002 г.

## География и климат
Город расположен на северо-востоке острова Калимантан, на берегу реки Каян. Расстояние до крупнейшего города и порта провинции, Таракана — 60 км, до столицы страны, Джакарты, — 1540 км (по прямой).
Климат очень жаркий и влажный (влажность достигает 82-84%), муссонный. Всего в год выпадает до 3537 мм осадков. Доля солнечных дней — 48%. 
| Величина                    | Ед. измерения | Значение |
| --------------------------- | ------------- | -------- |
| Средняя температура воздуха | ° C           | 27,1     |
| Минимальная температура     | ° C           | 22,3     |
| Максимальная температура    | ° C           | 36,2     |
| Влажность воздуха           | %             | 84       |
| Давление воздуха            | мбр           | 1006,5   |
| Скорость ветра              | м/с           | 2,0      |
| Осадки                      | мм            | 3537     |
| Воздействие солнечных лучей | %             | 48       |

## Население
Численность населения города по данным 2011 года составляла 40 964 человека, из них мужчин — 21 820, женщин — 19 144. Коэффициент соотношения полов — 1,14.